# Semir Atić
Semir Atić  (Tuzla, 1964.) bosanskohercegovački je novinar i profesor književnosti. 

## Životopis
Rođen je u Tuzli 1964. godine. Diplomirao je na odsjeku za jugoslavenske književnosti i maternji jezik na Filozofskom fakultetu u Sarajevu 1990. godine. Kao mlad novinar je radio na Televiziji Sarajevo, a kasnije (u ratnom periodu) je bio jedan od urednika na Televiziji Tuzla.
Pamti ga se po izuzetno kvalitetnim prilozima iz kulture. Godine 1994. bio je izabran za asistenta na novoosnovanom Filozofskom fakultetu u Tuzli za predmet Općeslavenski jezik.
Od 1995. godine živi i radi u Mariboru. Za belgijsku nevladinu organizaciju Causes Communes je radio na projektu demokratizacije elektronskih medija na prostoru bivše Jugoslavije nakon rata (urednik uredništva TV Demo u Mariboru pri veleposlanstvu lokalne demokracije).Bio je član međunarodne novinarske ekipe (u ekipi je između ostalih bio i bh. redatelj Danis Tanović) koja je za Causes Communes i Europsku komisiju medijski obrađivala prve poslijeratne izbore u BiH.
Danas radi u Mariborskoj knjižnici.